# 豊永真琴
豊永 真琴（とよなが まこと、1973年3月29日 - ）は日本の女性ラジオパーソナリティである。パートナーズ・プロ所属。主に関西で活躍する。

## 人物
- 栃木県出身で、幼稚園後に大阪府枚方市に住む。大阪府立四條畷高等学校、帝塚山大学経済学部卒。身長164cm。
- 放送芸術学院専門学校でDJ講師としても活躍。

## 現在の出演番組

### ラジオ

#### 現在
いずれもMBSラジオの番組
- MBSベースボールパーク（ナイターイン期間のみ放送、土曜デーゲーム・日曜ナイトゲームのスタジオ担当）
  - 前身の『MBSタイガースナイター』（2003 - 2010年）→『MBSタイガースライブ』（2011年 - 2013年：月・火・土・日曜担当）から続投。ナイトゲームの場合には、放送中にスタジオから交通情報も伝える。
  - 『MBSベースボールパーク』への改称後は、2018年度まで火 - 木曜、2019年度のみ火 - 金曜を担当。2017年度から同じタイトルで編成されているナイターオフ版では、2017年度に土・日曜日、2018年度に土曜日第1部（「ベースボールパークTIMES」）・日曜日、2019年度に土曜日第1部（「耳で楽しむ八木講座」）のアシスタントを務めている。
- 豊永真琴のMBSミュージックパーク（2020年3月28日 - 、メインパーソナリティ）
  - 生放送による土曜日午後 - 夕方帯の音楽番組で、プロ野球シーズン中に『MBSベースボールパーク』として阪神タイガース公式戦のデーゲーム中継を優先する場合には、上記のスタジオ担当を兼務する。

#### 過去
- 里見まさとのSCAN KYOTO（KBS京都、水・木曜アシスタント、2007年4月4日～2008年9月25日）
- ラジオ大阪ドラマティックナイター（スタジオ担当）担当終了後に『MBSタイガースナイター』へ移籍
- FRIDAY HIT STREETS（Kiss-FM KOBE）
- BRANDNEW KOBE FRIDAY（Kiss-FM KOBE）
- with…夜はラジオと決めてます（MBSラジオ、2012年度のナイターオフ番組、火・木曜アシスタント）
  - 2013年のナイターイン期間には、木曜日の企画を引き継ぎながら、プロ野球公式戦のない平日に不定期で放送される特別番組『MBSタイガースライブ番外編』にもレギュラーで出演。

以下はいずれもMBSラジオのスポーツ番組
- 熱血!!タイガーススタジアム（MBSラジオ、金～月曜アシスタント）
- 上泉雄一の日曜スポーツ宣言!（MAKOTO名義でコーナー出演）
- ノムラでノムラだ♪Go!Go!エキストラ（2009年度のナイターオフ番組、水曜アシスタント）
- MBSとらぐみタイガースライブ!（2010・2011年度のナイターオフ番組、隔週日曜→隔週金曜アシスタント）
- ナイターのあともラジオと決めちゃってます?（2012・2013年のナイターイン期間のみ『MBSタイガースライブ』に続いて生放送、火曜日パーソナリティ）
- withタイガース　カワスポサタデー運動部!（2013年度のナイターオフ番組、アシスタント）
- 豊永真琴のベースボールパークEXトラ!（2014 - 2019年度のナイターイン期間に火 - 木曜日の『MBSベースボールパーク』に続いて生放送）
- 週刊ますだスポーツ（2014年度のナイターオフ番組、アシスタント）
  - 「茶屋町プレミアムナイト」水曜日の第2部として放送。2014年のナイターイン期間に放送された派生番組『月刊ますだスポーツ』よりレギュラー入り。2015年度のナイターオフ期間には、前述した『みんなでホームイン!』の火曜日で事実上継続。
- with Tigers MBSベースボールパーク みんなでホームイン!（2015・2016年度のナイターオフ番組。2015年度は火・木・土曜パーソナリティ、2016年度は火・木・日曜パーソナリティと水曜のコーナーに事前収録の声のみで出演）